# Walgreens Boots Alliance
Walgreens Boots Alliance (WBA) es un conglomerado holding de empresas estadounidense, con sede en Deerfield, Illinois y propietaria de las cadenas de farmacias minoristas Walgreens y Boots, así como de otras varias empresas de fabricación y distribución de productos farmacéuticos. La empresa se formó el 31 de diciembre de 2014, después de que Walgreens comprara la participación del 55% en Alliance Boots que aún no poseía. El precio total de la adquisición fue de $4,900 millones en efectivo y 144,3 millones de acciones ordinarias con un valor razonable de $10,700 millones. Walgreens había comprado previamente el 45 % de la empresa por $4000 millones y 83,4 millones de acciones ordinarias en agosto de 2012 con una opción de compra de las acciones restantes en un plazo de tres años. Walgreens se convirtió en una subsidiaria de la empresa recién creada después de que se completaron las transacciones. Desde 2022, Walgreens Boots Alliance ocupa el puesto número 18 en la clasificación Fortune 500 de las corporaciones más grandes de los Estados Unidos por ingresos totales.
Durante el año fiscal 2022, la compañía registró ventas por $132.7 mil millones, un 0,1 % más que en el año fiscal 2021, y las ganancias netas aumentaron a $4.3 mil millones. Para el 31 de agosto de 2022, su negocio combinado tiene operaciones en más de 9 países. Antes de la formación de la empresa, Walgreens había operado anteriormente únicamente dentro de Estados Unidos y sus territorios, mientras que Alliance Boots operaba un negocio más multinacional.
La empresa comenzó a cotizar en NASDAQ el 31 de diciembre de 2014 bajo el símbolo WBA. El 26 de junio de 2018, Walgreens Boots Alliance reemplazó a General Electric en el índice industrial Dow Jones. La empresa también forma parte de los índices Nasdaq-100 y S&P 500.

## Organización

### Retail Pharmacy USA
La división Retail Pharmacy USA de Walgreens Boots Alliance opera en dicho país bajo las marcas Walgreens y Duane Reade. Ambos negocios venden medicamentos con o sin receta, además de artículos para el hogar, productos de belleza y cuidado personal. Además, Walgreens brinda acceso a bienes y servicios de consumo, además de servicios de farmacia, revelado fotográfico, salud y bienestar en los Estados Unidos a través de sus droguería y despacho de farmacia farmacia farmacias minoristas. La división tiene 9021 farmacias al 31 de agosto de 2020, en los 50 estados de Estados Unidos, el Distrito de Columbia, Puerto Rico y las Islas Vírgenes de los Estados Unidos y varios portales en línea Walgreens también opera o ha operado varios sitios en línea, como: Beauty.com, Drugstore.com, VisionDirect.com y Walgreens.com. 
El 27 de octubre de 2015, Walgreens anunció la compra de su competidor Rite Aid por $17,200 millones. Sin embargo, ese acuerdo se descartó más tarde debido a preocupaciones antimonopolio a favor de un acuerdo de $ 5,18 mil millones, en el que Walgreens solo adquirió la mitad de las ubicaciones de Rite Aid.
El 19 de septiembre de 2017, la Comisión Federal de Comercio (FTC) aprobó un cuarto acuerdo para comprar 1932 tiendas Rite Aid por un total de $4380 millones, una transacción que se completó en enero de 2018.

### Retail Pharmacy International
Boots es la principal marca de la división Retail Pharmacy International de Walgreens Boots Alliance. La marca Boots tiene una historia que se remonta a más de 170 años en el Reino Unido y es una vista familiar en las calles principales de Gran Bretaña. Sus tiendas están ubicadas en lugares destacados de la calle principal y del centro de la ciudad, así como en las comunidades locales. La mayoría de las sucursales incluyen una farmacia y se enfocan en productos de salud, cuidado personal y cosméticos, y la mayoría de las tiendas venden medicamentos de venta libre. Las tiendas más grandes suelen ofrecer una variedad de servicios de atención médica además de dispensar recetas y pruebas y tratamiento de clamidia (servicio privado). Los servicios ópticos también se ofrecen en muchas tiendas más grandes, y Boots Opticians ofrece pruebas de la vista junto con la venta de anteojos y lentes de contacto. Muchas tiendas también cuentan con procesamiento de fotos tradicional y/o un quiosco de imágenes HP donde los usuarios de cámaras digitales y teléfonos con cámara pueden crear impresiones a través de Bluetooth, USB o CD. Las tiendas más grandes suelen ofrecer una variedad de equipos eléctricos, como secadores de pelo, rizadores y masajeadores de pies, mientras que las tiendas seleccionadas ofrecen una variedad de sándwiches, baguettes, wraps, ensaladas y bebidas.
Desde 1936, ha habido tiendas Boots fuera del Reino Unido. Las tiendas en países tan extendidos como Nueva Zelanda, Canadá (ver Pharma Plus) y Francia cerraron todas en la década de 1980. A partir de 2022, hay tiendas con la marca Boots fuera del Reino Unido en Irlanda y Tailandia con operaciones de franquicia Boots en el Medio Oriente e Indonesia.
El resto de la división está compuesta por las Farmacias Benavides en México y Farmacias Ahumada (FASA) en Chile.

## Divisiones anteriores
Con la adquisición de Alliance Boots, la empresa obtuvo una división mayorista de productos farmacéuticos, que realiza entregas dos veces al día a más de 16 500 puntos de entrega solo en el Reino Unido. A nivel internacional, la División Mayorista Farmacéutica, que operaba principalmente bajo la marca Alliance Healthcare, suministraba medicamentos, otros productos sanitarios y servicios relacionados con más de 115.000 farmacias, médicos, centros de salud y hospitales cada año desde 306 centros de distribución en 11 países.
En junio de 2021, la mayor parte de la división mayorista de Alliance Healthcare se vendió a AmerisourceBergen por 6275 millones de dólares en efectivo.

## Finanzas
Para el año fiscal 2020, Walgreens Boots Alliance reportó ganancias de US$456 millones, con un ingreso anual de US$139.5 mil millones, un aumento del 2,5 % con respecto al ciclo fiscal anterior. Los números anteriores a 2014 son solo para Walgreens. A partir de 2022, Walgreens Boots Alliance ocupa el puesto número 18 en la clasificación Fortune 500 de las corporaciones más grandes de los Estados Unidos por ingresos totales.
| Año  | Ingresos (en miles de dólares estadounidenses) | Ingresos netos (en miles de dólares estadounidenses) | Activos totales (en miles de dólares estadounidenses) | Precio por acción en USD | Empleados | Tiendas |
| ---- | ---------------------------------------------- | ---------------------------------------------------- | ----------------------------------------------------- | ------------------------ | --------- | ------- |
| 2005 | 42,202                                         | 1,560                                                | 14,609                                                | 36.34                    | 179,000   | 4,950   |
| 2006 | 47,409                                         | 1,751                                                | 17,131                                                | 36.17                    | 195.000   | 5,461   |
| 2007 | 53,762                                         | 2,041                                                | 19,314                                                | 35.64                    | 226,000   | 5,997   |
| 2008 | 59,034                                         | 2,157                                                | 22,410                                                | 26.93                    | 237,000   | 6,934   |
| 2009 | 63,335                                         | 2,006                                                | 25,142                                                | 26.59                    | 238,000   | 7,496   |
| 2010 | 67,420                                         | 2,091                                                | 26,275                                                | 28.40                    | 244,000   | 8,046   |
| 2011 | 72,184                                         | 2,714                                                | 27,454                                                | 33.76                    | 247,000   | 8,210   |
| 2012 | 71,633                                         | 2,127                                                | 33,462                                                | 30.37                    | 240.000   | 8,385   |
| 2013 | 72,217                                         | 2,548                                                | 35,481                                                | 45.76                    | 248,000   | 8,582   |
| 2014 | 76,392                                         | 1,932                                                | 37,250                                                | 61.68                    | 251,000   | 8,309   |
| 2015 | 103,444                                        | 4,220                                                | 68,782                                                | 80.08                    | 360.000   | 12,755  |
| 2016 | 117,351                                        | 4,173                                                | 72,688                                                | 77.52                    | 360.000   | 12,848  |
| 2017 | 118,214                                        | 4,078                                                | 66,009                                                | 76.94                    | 345.000   | 12,822  |
| 2018 | 131,537                                        | 5,024                                                | 68,124                                                | 68.03                    | 354.000   | 14,327  |
| 2019 | 136,866                                        | 3,982                                                | 67,596                                                | 60.08                    | 342.000   | 13,822  |
| 2020 | 139,537                                        | 456                                                  | 87,174                                                | 37.22                    | 331.000   | 13,449  |
| 2021 | 132,509                                        | 2,542                                                | 81,285                                                | 52.16                    | 315,000   | 12,996  |

## Marcas
Boots produce una gran cantidad de marcas, incluidas n.º 7, Soltan and Botanics, Boots Pharmaceuticals y Boots Laboratories, que Alliance Boots y Walgreens buscaron lanzar internacionalmente luego de la primera compra de acciones en 2012.
Lanzada en 1935, la marca n.º 7 es conocida por sus sueros de belleza antienvejecimiento, desarrollados en Nottingham. La gama comprende productos diseñados para abordar las preocupaciones de envejecimiento de grupos de edad específicos. El n.º 7 estuvo disponible en las tiendas Walgreens y Duane Reade en los EE. UU. a partir de noviembre de 2012, comenzando en Los Ángeles.[cita requerida]
Lanzado en 1939, Soltan comercializa su protección solar UVA de 5 estrellas, un estándar de protección desarrollado por Boots y ahora adoptado como punto de referencia para los productos de protección solar en el Reino Unido.[cita requerida] Sin embargo, tanto en 2004 como en 2015, Watchdog, un programa de televisión de investigación de consumidores de la BBC y citado en BBC News, además del consumidor Which? revista, cada uno hizo una investigación y encontró que la calificación de 5 estrellas no tenía fundamento, y los expertos en cuidado de la piel declararon que era mucho menos seguro de lo que afirmaban.
Lanzada por primera vez en 1995, la gama Botanics, desarrollada en colaboración con Royal Botanic Gardens, Kew, utiliza extractos de plantas en una variedad de productos e incluye una gama de productos orgánicos. La gama Boots Botanics también está disponible a través de minoristas externos.[cita requerida]
La gama de productos de la marca Boots incluye cuidado de la piel, medicamentos, productos para el cuidado de la salud y muchos más. La gama de cuidado de la piel de Boots Laboratories para clientes de farmacias independientes se lanzó en Francia y Portugal en 2008/09 y también se vende en España, Italia y Alemania.
Boots ahora es propietaria de Almus Pharmaceuticals, una marca de medicamentos genéricos recetados, lanzada en 2003. Ahora se vende en cinco países y es una marca paraguas para una amplia gama de medicamentos genéricos de bajo costo. Almus puso un énfasis considerable en el diseño del envase en un intento por reducir el número de errores por parte del químico dispensador y del paciente en relación con la dosificación incorrecta que puede resultar en una peligrosa sobredosis accidental o en una dosis insuficiente igualmente peligrosa.[cita requerida]
Walgreens tiene una línea de productos de marca propia, "Well at Walgreens".
En 2015, Walgreens Boots Alliance pagó 140 millones de libras esterlinas (alrededor de 250 millones de dólares) por la marca británica de productos para el cuidado de la piel Liz Earle Naturally Active, una subsidiaria de Avon Products desde 2010. Liz Earle, cofundadora de Liz Earle Beauty Co, 'uno de los nombres más importantes de la industria de la belleza'  se quedó como 'embajadora' después de vender la empresa por una suma no revelada y se lo contó a su propia Liz El sitio web de la revista Earle Wellbeing que '...junto con mi nueva empresa de publicación digital e impresa... en este momento todavía estoy conectado a Liz Earle Beauty Co y continuó trabajando como consultor de la marca que lleva mi nombre. Estoy involucrado en el desarrollo de nuevos productos...'  En 2012, Liz Earle anunció que había dejado la empresa.